# Jesús Gallego
Jesús Gallego Izquierdo Pérez  (Jaraicejo, província de Càceres, 12 d'abril de 1968) és un presentador radiofònic espanyol especialitzat en esports. Des del 12 d'agost de 2014, va dirigir i va presentar Carrusel Deportivo a la Cadena SER.
A partir d'agost de 2016 deixa de dirigir Carrusel Deportivo per passar a presentar i dirigir Hora 25 Deportes, substituint i alhora sent substituït per Dani Garrido.
El 19 d'agost, després de la retransmissió de la semifinal olímpica de bàsquet entre Espanya i els Estats Units, anuncia en antena què és el seu últim Carrusel Deportivo, donant les gràcies i acomiadant-se dels seus oïdors, posant d'aquest manera, fi a aquesta etapa professional.

## Biografia
Es va llicenciar en Periodisme per la Facultat de Ciències de la Informació de la Universitat Complutense de Madrid. El 1988 va començar a col·laborar amb el periòdic Zona Sud per a cobrir l'actualitat esportiva de les localitats d'aquesta regió de la Comunitat de Madrid. El 1990 li és concedida una beca de formació, per la qual comença a col·laborar en Radio Madrid de la Cadena SER, on treballa des de llavors.
Ha cobert els partits de la jornada de la Selecció Espanyola de Futbol i del Reial Madrid per a Carrusel Deportivo i El larguero; així mateix, ha retransmès tot tipus d'esdeveniments esportius com els Mundials de Futbol de els EUA 1994 o de França 1998; els Jocs Olímpics de Barcelona 1992, Atenes 2004, Pequín 2008 i Rio 2016 i les edicions de la Copa d'Europa de Futbol de Anglaterra 1996, Holanda 2000 i Portugal 2004.

## Mitjans de comunicació

### Periòdics i ràdio
Participà a la Primera Hora del Carrusel Deportivo de Paco González fins a maig de 2010, quan el periodista va ser acomiadat després de problemes amb l'emissora. Aquí, a més de tractar temes esportius, feia de comentarista musical, posant en circulació per les ones coneguts temes de Rock, Indie, etc.
Va ser director del programa quan González va sortir de l'emissora i fins que es va produir l'arribada de Javier Hoyos. Sota la seva direcció es van cobrir en aquesta emissora els Mundials de Futbol de 2010, en els quals la Selecció Espanyola de Futbol va sortir com a nova campiona.
Des d'agost de 2014 va dirigir i va presentar Carrusel Deportivo, substiuïnt Manu Carreño i José Antonio Ponseti. Va estar al capdavant durant dues temporades, fins que en 2016 l'emissora va decidir reubicar-ho en l'espai Hora 25 Esports, inclòs en el programa Hora 25.
És col·laborador esporàdic del diari AS i de El País. A més, imparteix classes d'Informació Esportiva a la Universitat Camilo José Cela.

### Televisió
A partir de 2012 va començar al costat d'Álvaro de la Làmina un nou programa d'actualitat per a la tarda de Cuatro, Te vas a enterar, fins a Setembre de 2013 en la qual el presentador abandó l'espai per nous projectes en la cadena.
Va presentar l'espai esportiu, Deportes Cuatro Noche, de la cadena televisiva Quatre fins a estiu de 2014 on va ser nomenat director de Carrusel Deportivo a la Cadena SER, càrrec que ostentaria fins al 19 d'agost de 2016, després de la celebració dels Jocs Olímpics de Río.
En 2017 fitxa per Gol per a presentar El golazo de gol al costat de Manolo Lama.